# Fjällhedsspindel
Fjällhedsspindel (Scotinotylus evansi) är en spindelart som först beskrevs av O. Pickard-Cambridge 1894.  Fjällhedsspindel ingår i släktet Scotinotylus och familjen täckvävarspindlar. Arten är reproducerande i Sverige. Inga underarter finns listade i Catalogue of Life.